# Bocydium tatamaense
Bocydium tatamaense (лат.) — вид горбаток рода Bocydium из подсемейства Stegaspidinae (Membracidae). Название происходит от имени горы Tatamá в национальном парке PNN Tatamá (Колумбия). Слово татама происходит из местного диалекта Эмбера и означает «Эль Абуэло де лос Риос» (дедушка рек).

## Распространение
Неотропика: Колумбия.

## Описание
Мелкие равнокрылые насекомые (около 5 мм) с большим разветвлённым спинным отростком на груди. От близких видов отличается следующими признаками: основная окраска желтовато-коричневая; переднее крыло с дымчатым гиалиновым апикальным пятном, с более темным и непрозрачным пятном на третьей апикальной ячейке; центральная ножка вздутий переднеспинки тонкая и высокая, верхушка сверху не расширена в луковичную структуру, при виде спереди широкая U-образная; передние луковицы мелкие, состоят из слабых шаровидных расширений передней ветви; боковые луковицы слабые, почти незаметные; всего вздутий 4. Обитают на растениях из семейства Melastomataceae.